# Patrick Heiniger
Pour les articles homonymes, voir Heiniger.
 (février 2025).
Motif : Sources secondaires centrées insuffisantes avec une brève annonce du décès.
- Archive Wikiwix
- Bing
- Cairn
- DuckDuckGo
- E. Universalis
- Gallica
- Google
- G. Books
- G. News
- G. Scholar
- Persée
- Qwant
- (zh) Baidu
- (ru) Yandex
- (wd) trouver des œuvres sur Wikidata

| 1. | Préciser le motif de la pose du bandeau. | Précisez le motif de la pose du bandeau en utilisant la syntaxe suivante : {{admissibilité à vérifier\|date=mars 2025\|motif=remplacez ce texte par le motif}}                        |
| 2. | Informer les utilisateurs concernés.     | Pensez à avertir le créateur de l'article, par exemple, en insérant le code ci-dessous sur sa page de discussion : {{subst:avertissement admissibilité à vérifier\|Patrick Heiniger}} |

Patrick Heiniger, né le 26 août 1950 en Argentine et mort le 3 mars 2013 à Monte-Carlo, était un chef d'entreprise suisse vivant à Genève.

## Biographie
Juriste de formation, il passe six années comme directeur du marketing de Rolex, avant de devenir, en 1992, le troisième président de cette entreprise en remplacement de son père André Heiniger.
À ce poste, il crée en 2002 le Rolex Mentor and Protégé Arts Initiative, un programme visant à réunir par paires pendant une année de jeunes artistes et d'autres plus chevronnés. Tranchant avec le style très discret de son père, il n'hésite pas à se montrer fréquemment en public dans différentes soirées mondaines ou pour des œuvres caritatives.
Il a été nommé Commandeur dans l’ordre des Arts et des Lettres le 27 janvier 2005.
Sous sa direction, l'entreprise a procédé à une série d'achats de sociétés de fournisseurs ainsi que de regroupement et de centralisation des différentes activités du groupe dans le nouveau bâtiment construit à Plan-les-Ouates, dans le canton de Genève et inauguré en 2005 ainsi qu'à l'usine de Bienne, dans le canton de Berne.
Il est mort en 2013 à l'âge de 62 ans à Monaco.